# Labordea malgassica
Labordea malgassica är en fjärilsart som beskrevs av Erich Martin Hering 1926. Labordea malgassica ingår i släktet Labordea och familjen tofsspinnare. Inga underarter finns listade i Catalogue of Life.